# Своя тусовка
«Своя тусовка» (англ. The In Crowd) — американский молодёжный триллер 2000 года, снятый режиссёром Мэри Ламберт. Главные роли исполнили Сьюзан Уорд и Лори Хёринг.

## Сюжет
Главная героиня, девушка по имени Эдриан, только что окончила курс реабилитации, и её доктор Генри Томпсон решил помочь девушке, найдя ей работу в загородном клубе в небольшом городке Клиффтон на Восточном побережье. Там Эдриан знакомится с красавицей Бриттани, которая берёт девушку под своё крыло и вводит в мир богатых подростков, открывая ранее закрытые для неё двери. Однако когда Мэтт Куртис, о котором мечтает Бриттани, начинает проявлять знаки внимания по отношению к Эдриан, главная героиня понимает, что у Бриттани есть другая, тёмная сторона, и эта девушка готова на всё, чтобы получить желаемое.

## В ролях
- Сьюзан Уорд — Бриттани
- Лори Хёринг — Эдриан
- Мэттью Сеттл — Мэтт
- Нэйтан Бэкстон — Бобби
- Тесс Харпер — Доктор Аманда Гайлз
- Лори Фортьер — Келли
- Ким Мёрфи — Джоанн
- Джей Р. Фергюсон — Энди
- А. Дж. Бакли — Уэйн
- Кэтрин Тоун — Морган
- Чарли Финн — Грег
- Итан Эриксон — Том
- Эринн Бартлетт — Шейла
- Питер Макензи — Боб Мид
- Дэниэл Хью Келли — Доктор Генри Томпсон

## Интересные факты
- Съёмки фильма проходили с 9 августа по октябрь 1999 года в городе Чарльстон, штат Южная Каролина.

- На начальной стадии съёмок планировалось снять сиквел.

- Во время съёмок сцены, в которой Бриттани гонится за своей жертвой, актриса Сьюзан Уорд подвернула лодыжку.

- Сара Мишель Геллар отказалась от роли Бриттани Фостер. Интересно, что дублёрша актрисы, работавшая над сериалом «Баффи — истребительница вампиров», Мишель Уайтман (англ. Michele Waitman), выполняла трюки вместо Сьюзан Уорд.

- Слоганы фильма: «Страшная тайна блестящего общества» (Россия) и «What would you do to get in?» и «Sometimes, being popular can be murder!» (США).

## Удалённые сцены
Европейское издание фильма на 12 минут длиннее прокатной версии фильма и версий, изданных на DVD и VHS в США. Вырезаны или сокращены следующие сцены:
1. Сцена секса Бриттани и доктора Генри. Сьюзан Уорд обнажается полностью, они занимаются оральным и вагинальным сексом в откровенной форме.
2. Сцена лесбийского секса Бриттани и Келли. Перед тем, как убить Келли, Бриттани раздевает её и занимается с ней оральным сексом.
3. Бриттани идёт в комнату Эдриан. Переодеваясь, актриса Сьюзан Уорд обнажает грудь. Долгое время на протяжении беседы персонажей, актриса всё ещё обнажена.
4. Более длинная и жестокая сцена борьба Бриттани и Эдриан.

## Релиз

### Кассовые сборы
В премьерные выходные картина собрала $1 505 551. При бюджете $15 млн общие кассовые сборы в США составили $5 217 498.

### Критика
Фильм получил крайне негативные отзывы. Критики назвали картину «предсказуемой», а саспенс-сцены «получились смешными». На сайте Rotten Tomatoes фильм получил лишь 2 %.

### Выход на видео
В США картину на VHS выпустила компания «Warner Home Video» 28 ноября 2000 года в версии с ограничением по возрасту до 13 лет. 1 июня 2004 года фильмы был издан на DVD в типичном издании картин студии «Morgan Creek».
В Великобритании фильм вышел на VHS 22 апреля 2002 года с рейтинговым ограничением до 12 лет, хотя сама версия содержала полную версию сцены секса между Бриттани и Генри, а также поцелуй Бриттани и Келли — из-за этих сцен картина получила в США рейтинг «Детям до 18». DVD с фильмом был издан в Великобритании 18 сентября 2002 года.
В России фильм выходил на VHS в 2001 году и издавался на DVD в 2002 году. В 2007 году было выпущено переиздание.

## Музыка
В фильме звучали песни:
- «The Unknown» — Andrea Parker
- «Learn How To Fly John» — The Julie Band
- «Saga» — Pilfers
- «Slam» — Scott Spock
- «Lounging Around» — Nancy Hieronymus
- «Do It» — Scott Spock & Miari
- «Lazy Boy Dash» — Jimmie’s Chicken Shack
- «Another Day» — Admiral Twin
- «Lookin' Back» — Vachik
- «Straight In The Face» — Real Music Revival feat. Danielle Brisebois
- «Open Your Eyes» — Guano Apes
- «She’s All Alone» — Makana
- «Come On (Get With It)» — Nero Zero
- «Hypocritical» — Methods Of Mayhem
- «Only You Can Kill The Brain» — Scott Spock
- «After Hours» — Daniel May
- «Lost It» — The Hippos
- «Boom Spockilicious» — Scott Spock & Miari
- «Behind Every Good Woman» — Tracy Bonham